# Leo Lagercrantz
Leo Daniel Alexander Lagercrantz, född 25 januari 1971 i Matteus församling i Stockholm, är en svensk journalist.

## Biografi
Han är son till barnläkaren Hugo Lagercrantz och författarinnan Rose (född Schmidt). Han tillhör huvudmannagrenen av den adliga ätten Lagercrantz (nr 1101). Han är bror till barnläkaren Rebecka Lagercrantz.
Lagercrantz arbetade till december 2007 som krönikör och debattredaktör på Expressen. Lagercrantz började på Expressen i maj 1999 som musik- och kulturkritiker, och gästmedverkade som sådan även i Svenska Dagbladet och TV4, men avancerade inom något år till redaktionssekreterare och ledarskribent på tidningen. I likhet med Expressens ledare är Leo Lagercrantz liberal i sina texter.
Lagercrantz lämnade tidningen i december 2007 för att tillsammans med P.M. Nilsson starta publicistisk verksamhet, vilket ledde till debattsajten Newsmill i samarbete med Bonnier, riskkapitalbolaget Proventus, B Vision och Starring. Nilsson och Lagercrantz skrev också på en gemensam blogg till vilken Karin Eder Ekman senare tillkom. Warda Khaldi, Sakine Madon och senare Joel Holm ersatte Lagercrantz på Expressen som debattredaktör och ledarskribent.
Leo Lagercrantz har en musikalisk talang och spelar violin och viola. I slutet av 1990-talet medverkade han i flera nummer av Moderna Tider. Han har spelat Spelmannen i musikalen Spelman på taket, som sattes upp på Scalateatern i Stockholm i januari 1996. Som ledarskribent har han gjorde sig känd bland annat som en stark kritiker av förlaget Ordfront och tidskriften med samma namn. Han har bevakat Almedalsveckan för Expressens räkning.
När Aftonbladet listade Sveriges 100 mäktigaste personer 2005 kom Leo Lagercrantz på plats 85. Nästföljande år 2006 hamnade han på plats 69. Han hamnade också på Dagens Medias lista över de 220 mediemäktigaste i Sverige 2007. Tillsammans med kollegerna Mikael Ölander och Christian Holmén nominerades Leo Lagercrantz till Stora journalistpriset 2007 för ett avslöjande om Andy Warhols Brilloboxar. Avslöjandet vann Guldspaden 2007 och prisades i "Månadens knäck" i Resumé. Han fick även Hummerkniven för år 2011.
Mellan 2014 och 2025 var Leo Lagercrantz verksam som publisher och under en period även ansvarig utgivare för ekonomikanalen EFN och hade bland annat ansvar för EFN:s satsning på regionala redaktioner. EFN är ett dotterbolag till Handelsbanken och 2025 lämnade Lagercrantz rollen som chefredaktör och ansvarig utgivare för att arbeta med andra delar av Handelsbanken.